# 日工タナカエンジニアリング
株式会社日工タナカエンジニアリング（にっこうタナカエンジニアリング）は、千葉県習志野市にある2サイクルガソリンエンジン、エンジンを応用したチェンソー、草刈機などの製造メーカーであった。習志野市にあるのは営業、経理などの事務部門で、エンジンの製造は千葉県長生郡にある日立工機白子工場で行っていた。
社名の日工は親会社「日立工機」の略称。2015年7月、日立工機販売の一部「タナカブランドグループ」となった。

## 沿革
2007年以前に関しては前身の会社であるタナカ工業 (千葉県)も参照。
- 1918年（大正7年）- 田中工業創業。
- 1953年（昭和28年）4月 - 株式会社に改組。
- 1957年（昭和32年）- タスモペット（自転車用エンジン）の製造を開始。
- 1960年（昭和35年）- 国内向けのモペット製造中止。
- 1975年（昭和50年）- 津田沼工場を閉鎖し土地を売却。土地はJR津田沼駅南口に隣接した数千坪の広大なものだったが、売却時に不渡手形を2度出しており、足元を見られたとされる[要出典]。エンジンの製造は白子工場に統合、本社事務所は社員寮があった習志野市谷津に残る。
- 1986年（昭和61年）- タナカ工業株式会社に改称。
- 1992年（平成4年）- 本社事務所を津田沼の仮事務所に移転。同時に本社の敷地内にあった補修用パーツの部品用倉庫を白子工場に移転。
- 1993年（平成5年）- 会長の田中聖賢が高齢により死去。
- 1994年（平成6年）- 本社事務所を現在地に移転。社屋は本社屋とした。
- 1998年（平成10年）- 製造中止から8年以上経過した、白子工場の同社の発電機などの補修用パーツを全て廃棄[要出典]。
- 2006年（平成18年）12月 - 民事再生を申請し、倒産。当時、設備投資などの借入金依存度が高く、資金繰りに余裕がなくなり、会社代表個人の海外投資の失敗も表面化した[要出典]。関東営業所と広島営業所、金沢営業所を閉鎖。
- 2007年（平成19年）4月 - 日立工機100%出資の子会社として、株式会社日工タナカエンジニアリングを設立。事業を継承。日立工機はタナカ工業の技術と販売の権利は譲渡され承継したが、当時の負債については引き継いでいないとしている。
- 2012年（平成24年）2月 - 白子工場を「日立工機白子工場」と改称する。TANAKAブランドの製品の製造は従来通り。
  - 同時期に本社の輸出部門を日立工機に移管し閉鎖し、人員は白子工場に異動。
  - 九州支店を福岡県久留米市から、佐賀県三養基郡に移転。
- 2012年4月 - 日工タナカエンジニアリングから工場長、副工場長など4名の重要職を日立工機白子工場へ出向扱いとし、人事異動を行った。
- 2013年（平成25年）- ガバナ搭載型の新型エンジン「G-ウィング」の製造、販売を開始
- 2015年6月- 会社解散。日立工機販売株式会社の一部となり、タナカブランドグループとして営業を続けることになった。営業所などの拠点は変わっていない。白子工場は既に日立工機となっていたため、日工タナカエンジニアリングは事務部門と支店の30人程度の従業員を残すのみとなっていた。ホームページも閉鎖され、販売拠点として日立工機に移されている。50年以上に渡って続いた田中工業からの独立企業としては、タナカのブランド名を残して消滅した[1]。
  - タナカブランドの本部は日立工機販売の東京都大田区にある物流倉庫内に移されている。日工タナカエンジニアリングの本社は営業拠点と同じく、千葉県習志野市に存在していた。
  - 子会社として日工タナカエンジニアリングを設立し、2007年に当時に合併吸収を行わなかった背景には負債の償還の問題があった。会社代表の海外投資の失敗だけで14億円とされており、約8年が経過し償還が完了した。同年に前タナカ工業社長、田中孝哉が死去。
- 2016年3月3日 - 清算結了、法人格消滅。
- 2017年7月 - 白子工場を白子物流センタに、タナカブランド東京営業所を津田沼営業所に、大阪営業所を北大阪営業所に、九州営業所を佐賀営業所に、それぞれ改称した。白子物流センタはタナカブランドの製造拠点であることは変わっていない。
- 2018年10月 - 日立工機販売株式会社は、工機販売株式会社に社名変更し、タナカプランドは同社のブランドに吸収され製造は継続しているが、タナカブランドは消滅した。旧タナカブランドは津田沼営業所において問い合わせ、メンテナンスは継続して行っている。
- 2021年3月 - 津田沼営業所の屋上の看板は、Tanakaが外されHiKOKIとなった。ハイコーキは工機ホールディングスのブランド名。
- 刈払機（草刈機）- 同社の主力製品。TBCシリーズ、パワーメイト・シリーズ、20ccから32ccまでのシリンダー容量の2サイクルガソリンエンジンを使用。TUMシリーズというセルモーター付きの刈払機も製造している。
- チェンソー - ECSシリーズ、30cc前後のエンジンを使用している。
- エンジンポンプ - TCPシリーズ
- エンジンドリル - TEDシリーズ